# Aglaomorpha pilosa
Aglaomorpha pilosa är en stensöteväxtart som först beskrevs av John Smith och Kze., och fick sitt nu gällande namn av Edwin Bingham Copeland. Aglaomorpha pilosa ingår i släktet Aglaomorpha och familjen Polypodiaceae. Inga underarter finns listade.